# 布智村
布智村（ふちむら）は、島根県簸川郡にあった村。現在の出雲市芦渡町、下古志町にあたる。

## 地理
- 湖沼：神西湖[1]

## 歴史
- 1889年（明治22年）4月1日、町村制の施行により、神門郡蘆渡村、下古志村が合併して村制施行し、布智村が発足[3][4]。
- 1896年（明治29年）4月1日、郡の統合により簸川郡に所属[4]。
- 1902年（明治35年）布智村公設防水組設置[3]。
- 1911年（明治44年）布智村信用組合設立[3]。
- 1943年（昭和18年）4月1日、簸川郡知井宮村と合併して神門村を新設し廃止された[3][4]。

## 産業
- 農業[1]